# Manuel Banet
Manuel Banet Fontenla, nacido en la La Coruña el 30 de marzo de 1871 y fallecido en la misma ciudad el 30 de septiembre de 1962, fue un abogado y escritor español.

## Trayectoria
Fue notario en Monforte de Lemos, Santiago de Compostela y La Coruña. Fue uno de los fundadores de la Real Academia Gallega. Participó en la I Asamblea Nacionalista celebrada en Lugo en 1918 y se integró en las Irmandades da Fala. Colaboró en diversas publicaciones regionalistas como Revista Gallega y Eco de Galicia. Entre sus trabajos destacan A favor del estatuto (1933) y el ensayo El bilingüismo.

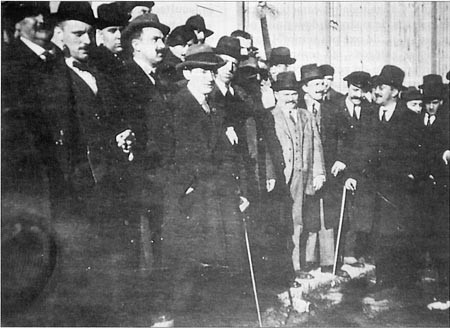
Lugo, 1918, participantes en la I Asamblea Nacionalista.